# 제2회 가톨릭영화제
제2회 가톨릭영화제는 2015년 10월 29일에 열린 시상식이다.

## 수상 및 후보

### 대상
- 작은에미 - 박현수 수상
- 작은에미 - 우시원 수상

### 우수상
- 작은 고집 - 신안식 수상

### 장려상
- 가족 - 정승현 수상
- 박스 - 이미지 수상
- 아빠의 맛 - 김인선 수상

### 관객상
- 밀크셰이크 - 고상진 수상

### CaFF초이스 장편
- 바다의 노래 - 톰 무어
- 세상에서 가장 큰 집 - 안나 V. 보호르케즈 외1명
- 세월신투 - 나계예
- 어머니에게 - 크리스토퍼 호튼
- 후쿠시마에서 부르는 자장가 - 카나 토모코
- 개를 훔치는 완벽한 방법 - 김성호
- 미쓰 와이프 - 강효진
- 소꿉놀이 - 김수빈

### CaFF초이스 단편
- 패롯 - 크레이그 D. 포스터
- 더 카르만 라인 - 오스카 샤프
- 열쇠 - 파우 로페즈
- 우리 엄마는 비행기 - 율리아 아라노바
- 캐치 - 데이빗 헨리
- 포니 플레이스 - 요스트 레이메르스

### CaFF단편경쟁
- 가족사진 - 김경은
- 김치 - 심혜정
- 사부인 - 현지윤
- 엄마를 위해 - 이호진
- 여름의 시작 - 유윤희
- 여름철 적정 온도는 26도입니다 - 엄기성
- 영희씨 - 방우리
- Vater: 아빠를 위하여 - 정혜인

### CaFF클래식
- 동경 이야기 - 오즈 야스지로
- 황금 연못 - 마크 라이델

### CaFF특별전
- 브로 - 닉 페레즈
- 마리 이야기: 손끝의 기적 - 장 피에르 아메리

### 메이드 인 가톨릭
- 가장이니까 - 박득태
- 소망아, 안녕? - 김경주
- 소음 - 최수진
- 아버지의 비밀 - 김재환
- 종이학 - 박재율
- 꽃놀이 - 한홍희
- 귀로 - 김윤식
- 수상한 밥상 - 한겨레
- 파업 - 권지현

### 배리어프리 영화
- 개를 훔치는 완벽한 방법 - 김성호
- 마리 이야기: 손끝의 기적 - 장 피에르 아메리
- 미쓰 와이프 - 강효진